# Hultsfred
Hultsfred este un oraș în Suedia.

## Demografie
| \| Evoluția demografică a zonei urbane Hultsfred, 1970–2015 \| Evoluția demografică a zonei urbane Hultsfred, 1970–2015 \| Evoluția demografică a zonei urbane Hultsfred, 1970–2015 \| Evoluția demografică a zonei urbane Hultsfred, 1970–2015 \| Evoluția demografică a zonei urbane Hultsfred, 1970–2015 \| \| --------------------------------------------------------------------------------------- \| -------------------------------------------------------- \| -------------------------------------------------------- \| -------------------------------------------------------- \| -------------------------------------------------------- \| \| An \| \| \| Locuitori \| \| \| 1970 \| 1970 \| \| 5.417 \| 5.417 \| \| 1975 \| 1975 \| \| 5.763 \| 5.763 \| \| 1980 \| 1980 \| \| 5.776 \| 5.776 \| \| 1990 \| 1990 \| \| 5.783 \| 5.783 \| \| 1995 \| 1995 \| \| 5.848 \| 5.848 \| \| 2000 \| 2000 \| \| 5.386 \| 5.386 \| \| 2005 \| 2005 \| \| 5.305 \| 5.305 \| \| 2010 \| 2010 \| \| 5.143 \| 5.143 \| \| 2015 \| 2015 \| \| 5.510 \| 5.510 \| \| Sursa: SCB - Statistika Centralbyrån, Folkmängden per tätort. Vart femte år 1960 - 2016 \| \| \| \| \| |      |  |           |       |
| Evoluția demografică a zonei urbane Hultsfred, 1970–2015 |      |  |           |       |
| An |      |  | Locuitori |       |
| 1970 | 1970 |  | 5.417     | 5.417 |
| 1975 | 1975 |  | 5.763     | 5.763 |
| 1980 | 1980 |  | 5.776     | 5.776 |
| 1990 | 1990 |  | 5.783     | 5.783 |
| 1995 | 1995 |  | 5.848     | 5.848 |
| 2000 | 2000 |  | 5.386     | 5.386 |
| 2005 | 2005 |  | 5.305     | 5.305 |
| 2010 | 2010 |  | 5.143     | 5.143 |
| 2015 | 2015 |  | 5.510     | 5.510 |
| Sursa: SCB - Statistika Centralbyrån, Folkmängden per tätort. Vart femte år 1960 - 2016 |      |  |           |       |